# La torre de la introspección
La torre de la introspección (みかへりの搭 Mikaeri no tō?) es una película dramática japonesa de 1941 dirigida por Hiroshi Shimizu.

## Sinopsis
La película es una crónica de la vida cotidiana en un centro de recuperación para niños difíciles formado por dieciséis casas. Cada uno de ellos es administrado por una pareja casada que actúa como padres sustitutos y educadores de la docena de niños a su cargo. La última llegada al centro es Tamiko, una joven caprichosa cuyo padre, el señor Sakata, viudo y demasiado ocupado con su trabajo, ya no puede soportar los excesos. Tamiko se confía al buen cuidado de la señorita Natsumura. Entre peleas, huidas y desobediencias, los niños dificultan la vida de los educadores pero muestran un asombroso sentido de ayuda mutua cuando el director del centro les encomienda una faraónica labor consistente en cavar un canal para llevar agua al centro. Entonces sólo tenía un pozo viejo insuficiente.

## Reparto
Adultos
- Shin'yō Nara como el director;
- Chishū Ryū como el señor Kusama;
- Kuniko Miyake como Natsumura;
- Kimiyo Ōtsuka como la señora Kusama;
- Takeshi Sakamoto como el señor Sakata, padre de Tamiko;
- Kinuko Wakamizu como la señora Miyazaki, la madre de Masao;
- Mitsuko Yoshikawa como la suegra de Nobuichi;
- Kanji Kawahara como el señor Kōno;
- Yaeko Izumo como la señora Kōno;
- Kenji Ōyama como el señor Suzuki;
- Setsuko Shinobu como la señora Suzuki;
- Seiji Nishimura como el señor Kawabe;
- Fumiko Okamura como la señora Kawabe.

Niños
- Jun Yokoyama como Yoshio/Zen;
- Yuiko Nomura como Tamiko Sakata;
- Ryō Ōfuji como Nobuichi;
- Norio Ōtsuka como Masao Miyazaki;
- Teruo Furuya como Koji;
- Keiko Izumi como Naoko;
- Takashi Ogata como Okamoto.

## Recepción
La revista Kinema Junpō clasificó a La torre de la introspección en el tercer lugar en su ranking anual de las diez mejores películas japonesas del año 1941.
En la película Los niños del paraíso (1948) de Hiroshi Shimizu, el soldado repatriado pregunta a los huérfanos que encuentra en la estación de Shimonoseki si han visto la película Mikaeri no tō (La torre de la introspección), les explica que él mismo es huérfano, y que este es el nombre de la casa en la que se crio, y luego decide llevarlos allí. La película termina con la llegada del soldado y los huérfanos a Mikaeri no tō y la cálida bienvenida que les brindaron los niños del orfanato que vinieron a encontrarlos en el camino. Podemos ver a lo lejos la torre blanca que da nombre a la película.